# Scatola azzurra
La scatola azzurra è un materiale didattico, ludico e terapeutico pensato per i bambini e inserito nell'ambito del play therapy.

## Aspetti generali
Il gioco è composto da una scatola di colore azzurro contenente in genere della sabbia (in alternativa sostituita o abbinata con della farina, terra, polenta ecc.) grazie alla quale il bambino potrà fare esperienza attraverso il tatto, di questo materiale naturale e scoprirne composizione e cambiamenti, ad esempio diventa dura se bagnata, è morbida se asciutta. A fianco di questa scatola si mettono a disposizione del bambino dei contenitori in cui si trovano vari elementi naturali divisi per tipologia, che possono essere foglie, sassi, conchiglie, pigne, rametti o anche casette, alberi e pupazzi in miniatura. Il bambino potrà scegliere cosa utilizzare all'interno della scatola azzurra per creare la sua composizione.
La ricerca del materiale naturale, così come del colore blu che ricorda il mare o il cielo, prende spunto dall'esigenza del bambino di tornare in contatto diretto con gli elementi della natura, che rendono possibili esperienze sensoriali diverse rispetto ai comuni giochi in commercio, fatti spesso di materiali artificiali, dalle qualità immutabili. Come viene spiegato nella ricerca di Cavina/Fabbroni, i giocattoli che di frequente troviamo a scuola o a casa sono perlopiù "dalle forme euclidee e angolate, dalla posizione ortogonale e fissa, con una forte staticità e lentezza, dalle superfici a grana fine e regolare, con consistenze dure e rigide". La scatola azzurra risponde alle mancanze dei giocattoli convenzionali, essendo composta da materiale mutabile e irregolare, che presenta superfici flessibili, plastiche e corrugate, ricco anche di contrasti termici.
La proposta mira a rispondere all'esigenza del bambino di ritornare a fare esperienza con materiali naturali, di dare voce alla sua immaginazione e capacità espressiva. Attraverso questo gioco si favorisce la crescita di diverse aree di sviluppo, quali:
- sviluppo motorio, attivato dalla manipolazione degli oggetti dalla costruzione della scatola;
- sviluppo emotivo, favorito dalla drammatizzazione di storie;
- sviluppo espressivo, aiutato dal racconto di fiabe e storie, dalla costruzioni di quadri e paesaggi;

- sviluppo logico/matematico, fornito dalla classificazione e numerazione degli oggetti oltre che dal loro confronto (più grande di, più lontano da).

## Storia
Utilizzata già nel 1955 da Dora Kalff, psicanalista svizzera allieva di Jung, con il nome di sandplay o sand box, come strumento di interpretazione del mondo interiore.
Successivamente venne introdotta come strumento terapeutico da Livia Crozzoli Aite, psicologa che lavorò con bambini delle classi differenziali ed è grazie a lei che, nel 1972, Paola Tonelli conobbe il "gioco della sabbia". Questo veniva posizionato all'interno di una stanza con al centro questa scatola di colore azzurro, contenente della sabbia, ai lati della stanza c'erano degli scaffali che contenevano oggetti in miniatura che raffiguravano il mondo circostante: alberi, case, animali, uomini e donne.
La curiosità da maestra spinse la Tonelli ad inserirla nell'ambiente scolastico, creando di fatto la scatola azzurra ed inserendo materiali di origine naturale: oltre alla sabbia erano presenti terra, farina, sassi, rametti, foglie, fiori, conchiglie, pigne, tappi di sughero e tutti i materiali prima utilizzati per la terapia.
Successivamente 1984 Paola Tonelli andò a Zurigo ad un seminario sulla terapia del "gioco con la sabbia" della Kalff e venne colpita dall'importanza data al mondo naturale, la psicanalista infatti affermava che "oggi noi siamo allontanati dagli elementi naturali" ed "è importante il contatto diretto con l'elemento (terra, sabbia) per riprendere il contatto con le nostre emozioni" .
La scatola azzurra fa parte dei nuovi materiali del M.C.E. (Movimento di Cooperazione Educativa) e utilizzata negli asili nido, scuole d'infanzia, primarie e secondarie di I grado. La sua polivalenza e le numerose possibilità di utilizzo hanno fatto sì che il gioco fosse utilizzato "con i bambini in difficoltà", grazie a questa esperienza risultata molto valida in ambiente didattico, Paola Tonelli ha vinto il concorso nazionale, bandito dalla rivista "Bambini" per la progettazione di nuovi prototipi per la didattica.